# Добромир Георгиев
Добромир Георгиев Илиев е български поет, автор и на кратка проза.

## Биография
Роден е на 1 март 1973 г. във Варна. Завършва Варненския свободен университет „Черноризец Храбър“, специалност „Противодействие на престъпността и опазване на обществения ред – криминалистика“, майсторски клас по управление на сигурността и др. Занимава се с наказателно и международно наказателно право.
Автор на книгите:
- 1999 – „Спасение в неилюзорно повече!“
- 1999 – „Фатални слепоочия“
- 2002 – „На Жената съм войник“
- 2003 – „Деним & Дим“
- 2004 – „Апогей свенлив“
- 2007 – „Набраздяване не, ами набраздяване“
- 2007 – „Моят equalizer в нея“ (електронна книга)
- 2010 – „Жена изчисти гръдния ми кош“
- 2019 – „Аз и лирико-епическият ми герой“

Негови стихотворения са публикувани в множество антологии, алм. „Огоста“, „Околчица“, „Мисъл“, „Културна палитра“, сп. „Родна реч“, „Пламък“, „Знаци“, „Понеделник“, „Дарба“, в. „Литературен форум“, „Словото днес“, „39 грама“, „Литературен глас“, „Пловдивски университет“, „Другата аудитория“, „КИЛ“, „Ретро“, „Уикенд“ и др.
Носител е на национални награди за поезия.
Има публикувана и кратка проза.